# Velika Krsna
Velika Krsna (izvirno srbsko Велика Крсна) je naselje v Srbiji, ki upravno spada pod Občino Mladenovac; slednja pa je del Mesta Beograd.

## Demografija
V naselju živi 2610 polnoletnih prebivalcev, pri čemer je njihova povprečna starost 42,5 let (41,7 pri moških in 43,2 pri ženskah). Naselje ima 949 gospodinjstev, pri čemer je povprečno število članov na gospodinjstvo 3,42.
V naselju, katerega izvirno (srbsko-cirilično) ime je су Srbi у апсолутној већини (98% према попису из 2002. године), a v času zadnjih treh popisov je opazno zmanjšanje števila prebivalcev.
|  |

| Demografija | Demografija     | Demografija     |
| Leto        | Št. prebivalcev | Št. prebivalcev |
| ----------- | --------------- | --------------- |
|             |                 |                 |
|             |                 |                 |
|             |                 |                 |
|             |                 |                 |
| 1948        | 4669            |                 |
| 1953        | 4712            |                 |
| 1961        | 4576            |                 |
| 1971        | 4129            |                 |
| 1981        | 3984            |                 |
| 1991        | 3880            | 3700            |
| 2002        | 3466            | 3253            |
|             |                 |                 |

| Etnična sestava po popisu iz leta 2002 | Etnična sestava po popisu iz leta 2002 | Etnična sestava po popisu iz leta 2002 | Etnična sestava po popisu iz leta 2002 | Etnična sestava po popisu iz leta 2002 |
| -------------------------------------- | -------------------------------------- | -------------------------------------- | -------------------------------------- | -------------------------------------- |
| Srbi                                   | Srbi                                   |                                        | 3.218                                  | 98,92%                                 |
| Makedonci                              | Makedonci                              |                                        | 5                                      | 0,15%                                  |
| Hrvati                                 | Hrvati                                 |                                        | 2                                      | 0,06%                                  |
| Rusi                                   | Rusi                                   |                                        | 1                                      | 0,03%                                  |
| Romi                                   | Romi                                   |                                        | 1                                      | 0,03%                                  |
| Muslimani                              | Muslimani                              |                                        | 1                                      | 0,03%                                  |
| Madžari                                | Madžari                                |                                        | 1                                      | 0,03%                                  |
| Neznano                                | Neznano                                |                                        | 24                                     | 0,73%                                  |